# Diana Cardenas
Diana D. Cárdenas es una emérita estadounidense. Profesora de Medicina física y rehabilitación en la Escuela de Medicina y Salud Pública de la Universidad de Wisconsin y miembro número 38 del Instituto de Medicina de la Academia Nacional de Ciencias.

## Biografía
Cardenas se graduó de la Universidad de Texas en Austin en 1969 y en 1973 obtuvo su título en el Centro Médico de la Universidad de Texas Southwestern . En 1976, fue pasante y residente en la Universidad de Wisconsin en el campo de la medicina física y de rehabilitación, y luego se unió a su facultad en 1981. Desde 1987, Cárdenas fue directora clínica del Servicio de Lesiones de la Médula Espinal, una división de la Universidad de Wisconsin. A partir de 1990 trabajó en la Clínica de Lesiones de la Médula Espinal de la misma institución. En 2001 obtuvo su máster en administración de salud de la Universidad de Wisconsin. La principal especialidad de Cardenas es el estudio de la lesión de la médula espinal y la espina bífida.